# Shelly Cole
Shelly Cole (22 agosto 1975) è un'attrice statunitense.

## Biografia
Nata in Texas, Shelly Cole ha recitato prevalentemente in televisione, apparendo in numerose serie e film TV. L'attrice è ricordata soprattutto per aver interpretato la co-protagonista Sally nel film musicale Prey for Rock & Roll, uscito nel 2003. Inoltre ha interpretato la studentessa Madeline Lynn per oltre trenta episodi nella serie tv Una mamma per amica, tra il 2000 e il 2004. Nel 2011 si è ritirata dal mondo dello spettacolo per insegnare recitazione a Denver, interrompendo brevemente il ritiro nel 2018 per dirigere il film indipendente Body Keepers.

## Filmografia parziale

### Cinema
- Prey for Rock & Roll, regia di Alex Steyermark (2003)
- Art School Confidential - I segreti della scuola d'arte (Art School Confidential), regia di Terry Zwigoff (2006)
- Dark House, regia di Darin Scott (2009)
- How to Make Love to a Woman, regia di Dennis Kao (2010)

### Televisione
- Una mamma per amica - serie TV, 33 episodi (2000-2004)
- Boston Public - serie TV, 2 episodi (2000-2001)
- The Guardian - serie TV, 1 episodio (2001)
- E.R. - Medici in prima linea - serie TV, 1 episodio (2001)
- NYPD - New York Police Department - serie TV, 1 episodio (2002)
- 8 semplici regole - serie TV, 1 episodio (2003)
- Squadra Med - Il coraggio delle donne - serie TV, 1 episodio (2004)
- Joan of Arcadia - serie TV, 1 episodio (2005)
- Senza traccia - serie TV, 1 episodio (2005)
- Cold Case - Delitti irrisolti - serie TV, episodio 3x11 (2006)
- CSI: NY - serie TV, 1 episodio (2006)
- NCIS - Unità anticrimine - serie TV, 1 episodio (2007)
- Criminal Minds - serie TV, 1 episodio (2007)
- Detective Monk - serie TV, 1 episodio (2009)
- Dr. House - Medical Division - serie TV, 1 episodio (2010)

## Doppiatrici italiane
Nelle versioni in italiano delle opere in cui ha recitato, Shelly Cole è stata doppiata da:
- Emanuela D'Amico in Una mamma per amica
- Gilberta Crispino in CSI: NY
- Maria Letizia Scifoni in Cold Case - Delitti irrisolti
- Ilaria Stagni in Pret for Rock & Roll